# Marcello Leopardi
Marcello Leopardi (* um 1750 in Potenza Picena (unsicher); † 1795 in Rom) war ein italienischer Maler, der sowohl sakrale Themen als auch historische Werke im spätbarocken und frühklassizistischen Stil schuf.

## Leben
Über das Leben von Marcello Leopardi gibt es nur sehr wenig Informationen. Er wurde wahrscheinlich in Potenza Picena in den Marken geboren. Bereits 1768 nahm er an Wettbewerben der Accademia del nudo in Campidoglio, Rom, teil. Im Jahr 1771 gewann er den dritten Preis bei einem Malwettbewerb der Accademia di San Luca. Er wird sowohl als Schüler von Stefano Pozzi als auch von Tommaso Conca erwähnt.
1782 ließ er sich in Perugia nieder, wo er einige Gemälde für das Oratorium der Confraternita della Giustizia anfertigte. Er gehört zu den Künstlern, die mit der Ausschmückung der Kathedrale von Perugia beauftragt werden (1782–1785). Er war an der Ausschmückung der Palazzi Conestabile della Staffa und Ranieri mit Fresken zu Themen der Mythologie und der klassischen Geschichte beteiligt. Danach ließ er sich in Foligno nieder, wo er weitere Paläste ausschmückte.
Im Auftrag von Papst Pius VI. schuf er ein Altarbild mit den Schutzengeln für die Kirche Sant’Andrea a Subiaco in Rom. Er arbeitete weiterhin in Rom und schuf häufig Werke für Kirchen in anderen Städten, darunter Viterbo. Für die Kirche San Michele Arcangelo ai Minoriti in Catania malte er drei Altarbilder.
Im Jahr 1794 wurde er zum verdienten Akademiker der Accademia di San Luca in Rom gewählt und reichte ein Gemälde mit dem Titel Amore e Psiche ein. Das Werk wurde jedoch von Tommaso Conca als skandalös verspottet. Im Jahr 1794 trat er auch der Congregazione dei Virtuosi al Pantheon bei.
Vincenzo Ferreri aus Perugia war einer seiner Schüler.